# Operacja Ezdrasz i Nehemiasz

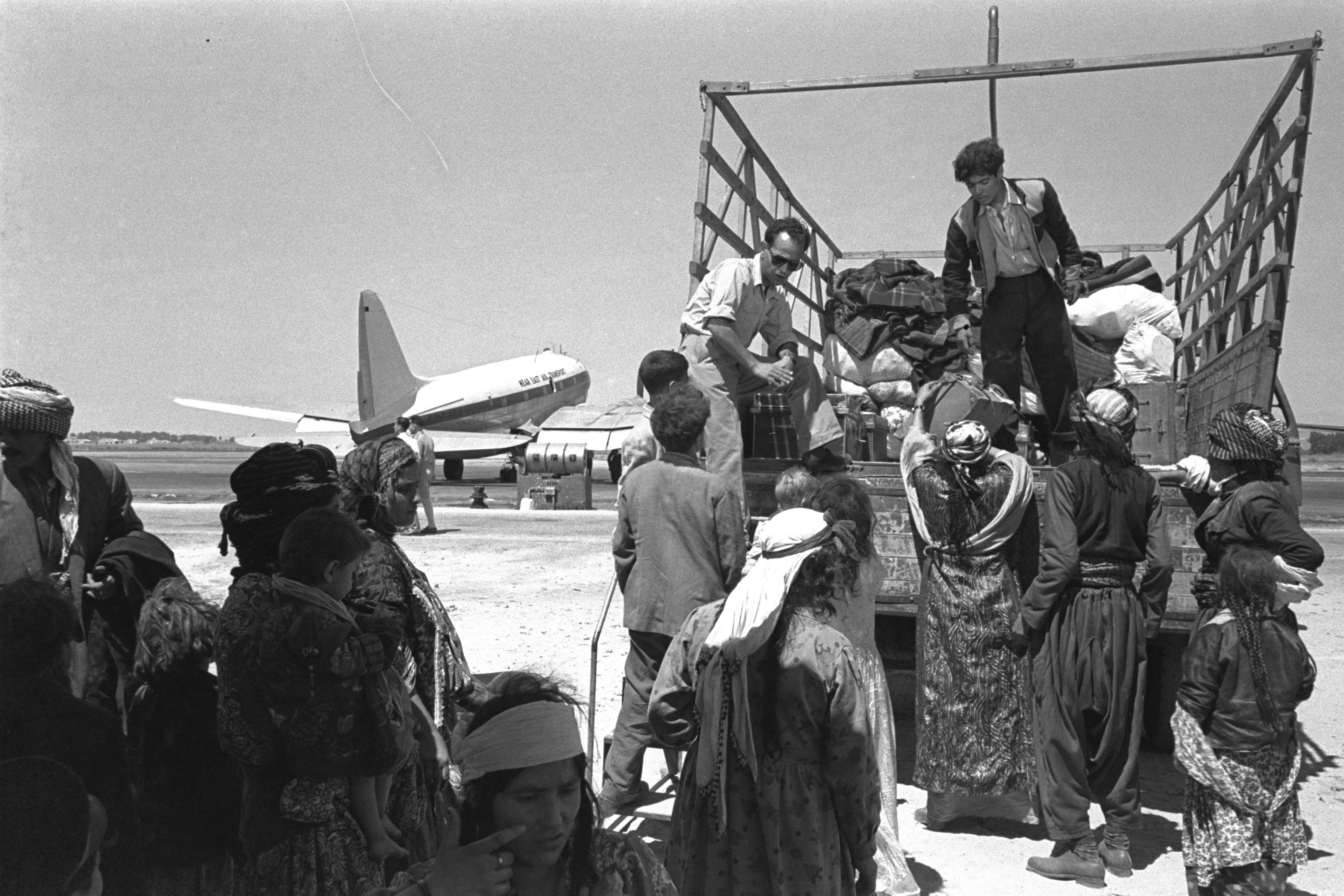
Imigranci z Iraku na lotnisku w Lod – 1951 rok.

Operacja Ezdrasz i Nehemiasz – tajna operacja wojskowa, podczas której od 18 maja 1951 do 1952 roku ewakuowano 120 000 Żydów z Iraku do Izraela. Uniknęli oni w ten sposób prześladowań i pogromów ze strony Arabów.

## Wstęp
Położenie żydowskiej społeczności w Iraku było bardzo złe. W czerwcu 1941 doszło do pogromu w Bagdadzie, podczas którego w ciągu 2 dni zginęło około 180 Żydów.
Począwszy od 1945 roku w Iraku dochodziło do regularnych demonstracji przeciwko Żydom i syjonizmowi. Bardzo często dochodziło do demolowania żydowskich sklepów i domów. Gdy w 1948 roku powstało niepodległe państwo Izrael, sytuacja Żydów w Iraku pogorszyła się. Z tego powodu w latach 1949–1952 około 130 000 Żydów emigrowało z Iraku do Izraela.

## Operacja
W marcu 1950 roku Irak przyjął ustawę pozwalającą Żydom emigrować, pod warunkiem zrzeczenia się irackiego obywatelstwa. Władze Iraku spodziewały się, że w ten sposób pozbędą się z kraju niewygodnych syjonistów, a jednocześnie pozostaną bogaci żydowscy przedsiębiorcy, którzy stanowili ważny element narodowej gospodarki. Oceniano, że wielkość żydowskiej emigracji może osiągnąć poziom około 8000 ludzi. Nowe przepisy miały obowiązywać przez rok, począwszy od maja 1951.
Dużym zaskoczeniem dla irackich władz była działalność żydowskich emisariuszy, którzy natychmiast przyjechali do Iraku, rozpoczynając przygotowania do masowej emigracji Żydów. Planowana przez Żydów operacja miała objąć wszystkich Żydów irackich (150 000 osób).
Operacja Ezdrasz i Nehemiasz rozpoczęła się 18 maja 1951 roku. W pierwszym miesiącu przewieziono drogą lotniczą z Iraku do Izraela około 50 000 Żydów. Po kilku miesiącach operację powtórzono przewożąc kolejne 70 000 irackich Żydów. Samoloty leciały z Iraku do Izraela poprzez Cypr lub Iran.